# 乙支路 (法定洞)
乙支路 （ウルチロ、朝：을지로）は、ソウル特別市中区にある法定洞。乙支路1街から7街までの7区域に区分されている（各街のハングル表記等は後述の「行政洞」参照）。ソウル特別市を代表する商業・業務地区のひとつである。
なお、同名の道路は「乙支路」を、同名を冠した行政洞は「乙支路洞」を参照すること。

## 概要
乙支路は中区北部に位置している法定洞である。中区内を東西方向に伸びる幹線道路「乙支路」を中心に広がる、東西に細長い区域である。西から順に1街から7街まで、7区域に区分されている。同名を冠した行政洞「乙支路洞」とは、一部しか区域が重ならない。
前身は、日本統治時代である1914年（大正3年）に行政区画の統廃合により誕生した「黄金町」である。黄金町は、一丁目から七丁目まであった。日本統治終了後の1946年、日本色の払拭の一環として「乙支路」に改名された。乙支路は7区域に区分され、1街から7街までが設置された。名称は、高句麗の将軍乙支文徳の姓「乙支」に由来する。

## 行政洞
乙支路1-7街の区域は、それぞれ以下の行政洞の管轄区域内にある。
- 乙支路1街（ウルチロイルガ、을지로1가）を管轄する行政洞[6]。
  - 明洞 （ミョンドン、명동）
- 乙支路2街（ウルチロイガ、을지로2가）を管轄する行政洞[6]。
  - 明洞 （ミョンドン、명동）
- 乙支路3街（ウルチロサムガ、을지로3가）を管轄する行政洞[7]。
  - 乙支路洞 （ウルチロドン、을지로동）
- 乙支路4街（ウルチロサガ、을지로4가）を管轄する行政洞[7]。
  - 乙支路洞 （ウルチロドン、을지로동）
- 乙支路5街（ウルチロオガ、을지로5가）を管轄する行政洞[7]。
  - 乙支路洞 （ウルチロドン、을지로동）
- 乙支路6街（ウルチロユッカ、을지로6가）を管轄する行政洞[8]。
  - 光熙洞 （クァンヒドン、광희동）
- 乙支路7街（ウルチロチルガ、을지로7가）を管轄する行政洞[8]。
  - 光熙洞 （クァンヒドン、광희동）

## 経済
- 韓国外換銀行本店
- 中小企業銀行本店
- 平和市場

## 健康・福祉
- 国立中央医療院

## 観光・憩い
- 東大門歴史文化公園

## 交通

### 鉄道
- ソウル交通公社
  - ● ソウル交通公社2号線
    - 乙支路入口駅（乙支路1街） - 乙支路3街駅（乙支路3街） - 乙支路4街駅（乙支路4街） - 東大門歴史文化公園駅（乙支路7街）

  - ● ソウル交通公社3号線
    - 乙支路3街駅（乙支路3街）

### 道路
- 乙支路